# Christian Maråker
Christian Maråker, (nacido el 24 de septiembre de 1982 en Varberg, Suecia) es un jugador de baloncesto sueco. Con 2.06 de estatura, su puesto natural en la cancha es el de ala-pívot.

## Carrera
Jugando con su equipo sub-20 del Södertälje Kings se enfrentó a la Universidad Pacific que realizaba una gira europea, causando una grata impresión a los técnicos de esta que le ofrecieron una beca para jugar y estudiar en los Estados Unidos. En su primera temporada allí, una lesión no le permitió formar parte del equipo, pasándose el año como redshirt. No obstante cumplió con el centro educativo su ciclo completo de 4 años, en clara progresión, alcanzando medias de 17.6 puntos y casi 9 rebotes en su año sénior. No logró sin embargo llamar la atención de la liga profesional americana y no fue seleccionado en el draft.
Llegó, eso si a Europa, firmando contrato con el Olimpia de Ljubljana, equipo que disputaba la Euroliga, aunque esa primera experiencia duró poco y en noviembre se le abría la puerta de la liga LEB, al fichar en noviembre por el CAI Zaragoza. Al año siguiente, reforzaba los entrenamientos del Cajasol de la ACB, ya que algunos jugadores de la plantilla sevillana cumplían con sus compromisos con las selecciones nacionales y de esa forma entró a formar parte del filial, para jugar la LEB Plata
, aunque finalmente una oferta de Plus Pujol Leida, de la categoría superior, que le ofrecía un mes de contrato hizo que finalmente jugara con los ilerdenses, que finalmente renovaron su contrato por toda la temporada. Continuó su carrera española en la temporada 2008-09 fichando por el Tenerife Rural.
En la 2010-11 hizo nuevamente las maletas y aceptó una oferta de el Rera Kamuy Hokkaido en la liga japonesa, con rol de "americano" y donde ha tenido un mayor protagonismo a nivel individual del que hasta ahora había tenido en España como jugador de rotación.